# Le Plessis-Brion
Le Plessis-Brion là một xã thuộc tỉnh Oise trong vùng Hauts-de-France phía bắc nước Pháp. Xã này nằm ở khu vực có độ cao từ 333-59 mét trên mực nước biển.